# Мэ (кана)
め в хирагане и メ в катакане — символы японской каны, используемые для записи ровно одной моры. В системе Поливанова записывается кириллицей: «мэ», в международном фонетическом алфавите звучание записывается: /me/. В современном японском языке находится на тридцать четвёртом месте в слоговой азбуке.

## Происхождение
め и メ появились в результате упрощённого написания кандзи 女.

## Написание
|  |  |

## Коды символов вкодировках
- Юникод:
  - め: U+3081,
  - メ: U+30E1.